# No More Bets
No More Bets (en chino: 孤注一掷) es una película de suspense china de 2023 dirigida por Shen Ao y producida por Ning Hao. La película narra una historia sobre personas traficadas al extranjero y obligadas a cometer fraude en Internet. Cuenta con la participación Lay Zhang, Gina Jin, Yong Mei y Eric Wang. La película se estrenó en China el 8 de agosto de 2023 y fue un éxito de taquilla.

## Argumento
El programador Pan Sheng y la modelo Liang Anna son atraídos al extranjero por un supuesto trabajo bien pagado. Sin embargo, resulta que el empleo prometido es en realidad una fábrica de fraudes similar a un campo de esclavos. Encarcelados y maltratados por su capataz, se ven obligados a cometer fraudes cibernéticos a víctimas en línea. Como resultado de sus acciones, un desconocido llamado Gu Tianzhi se volvió adicto al juego en línea. Tras perder todos sus ahorros, Gu intenta suicidarse saltando de un edificio, la novia de Gu llama a la policía y el comisario Zhao Dongran comienza a investigar y acaba desarticulando el sindicato.

## Reparto
- Lay Zhang como Pan Sheng, un programador atrapado en la fábrica de fraudes.
- Gina Jin como Liang Anna, una modelo atrapada como croupier en la fábrica de fraudes.
- Yong Mei como Zhao Dongran, un oficial de policía chino.
- Eric Wang como Lu Bingkun, el director de la fábrica de fraudes.
- Darren Wang como Gu Tianzhi, un extraño defraudado por Pan y Liang
- Zhou Ye como Song Yu, la novia de Gu.
- Sunny Sun como An Juncai, la segunda mano de Lu.

## Producción
El director Shen Ao es un recién llegado firmado por el proyecto cinematográfico Dirty Monkey 72 Transformations de Ning Hao . Este es su segundo largometraje, después de My Dear Liar en 2019. En 2020, un amigo le contó un caso de suicidio por ciberfraude y juego. Decidió convertirla en una película policial. 
Antes del rodaje, el equipo de dirección, con el apoyo de la policía y el centro antifraude, recopiló casos de fraude en línea en el extranjero en los últimos tres años. El material, que incluía imágenes, textos, audio y vídeos, alcanzó un tamaño de 1 TB de hardware. La redacción del guion llevó un año y medio. Se habían analizado y destilado decenas de miles de casos.
En junio de 2021, el estudio Dirty Monkey reveló la película y su elenco, con Lay Zhang y Gina Jin. 
Compañías productoras: Bad Monkey (Shanghai) Culture Communication Ltd., Shanghai Ticketmaster Film&TV culture Co., Ltd., China Film Corporation, Beijing Shanglion Culture Communication Co.

## Liberar
La película comenzó la proyección de prueba el 5 de agosto de 2023 y programó su estreno general para el 11 de agosto de 2023. Rápidamente se convirtió en un éxito de taquilla en China.  Luego, la película cambió su fecha de estreno general al 8 de agosto de 2023. 

## Recepción

### Taquillas
El 8 de agosto de 2023, tres días después de la proyección de prueba, había recaudado 69,3 millones de dólares. Esto la convierte en la película china más taquillera de la historia. 
En el primer fin de semana después del estreno general, la película recaudó 88 millones de dólares brutos, lo que la convirtió en la taquilla número uno del mundo ese fin de semana. The Japan Times afirmó que "la película de acción criminal “No More Bets”, que ha encabezado la taquilla china desde su estreno a principios de agosto, ofrece una mirada sin precedentes al intrincado funcionamiento del cibercrimen en el Sudeste Asiático".

## Controversias

### Prohibición por Camboya
La película ha sido prohibida en Camboya porque, según las autoridades, «daña gravemente la imagen y la reputación de Camboya».

### Críticas de Myanmar
La Junta Militar de Myanmar ha criticado «No More Bets» por dañar su reputación, debido a las similitudes de Myanmar y el sudeste asiático anónimo que aparece en la película. «No More Bets» no se ha proyectado en los cines de Myanmar. El cónsul general de Myanmar en Nanning, China, U Kyaw Soe Thein, se reunió con el director del Ministerio de Asuntos Exteriores de la Región Autónoma Zhuang de Guangxi, Lian Yin, el 26 de septiembre y discutieron el papel de la película en "dañar" la reputación de Myanmar en China.  Una encuesta realizada por el Japan Times en Weibo encontró que 48.000 de los 54.000 encuestados evitarían viajar a Myanmar. 